# Automorfi
Inom matematiken är en automorfi en isomorfi från ett matematiskt objekt till sig själv. Den är i en viss mening en symmetri av objektet och ett sätt att avbilda objektet på sig själv så att objektets struktur bevaras. Mängden av alla automorfier av ett objekt bildar en grupp kallad automorfigruppen. Denna är, lite vagt uttryckt, objektets symmetrigrupp, betecknad Sym(M).

## Från symmetri till automorfi

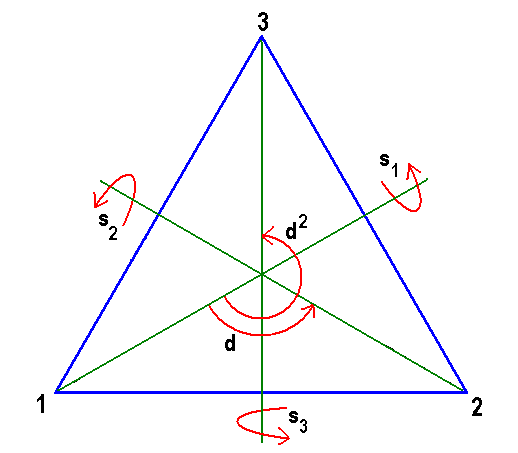
Den liksidiga triangelns tre speglingsplan (tvåtaliga symmetriaxlar) - s_{1}, s_{2} och s_{3} och den tretaliga axeln d.

exempelvis medför spegling i det vertikala symmetriplanet (=rotation 180° kring en tvåtalig vertikal symmetriaxel i planet) att hörnen 1 och 2 byter plats (siffrorna är endast till för illustration och "tillhör" inte triangeln):

Därutöver har den en tretalig rotationssymmetri kring en axel genom triangelns mittpunkt och vinkelrät mot triangelns plan. Två speglingar i olika symmetriplan (=rotation 180° kring två olika av de tre tvåtaliga symmetriaxlarna i planet) motsvarar en rotation 120° kring den tretaliga axeln (med- eller motsols beroende på i vilken ordning speglingarna/rotationerna utförs):

Utför man samma spegling två gånger återgår man till utgångsläget, d.v.s. en identitetsavbildning, vilken också måste vara tillåten för att två på varandra följande symmetriavbildningar alltid skall leda till en symmetriavbildning. Ett objekt som endast tillåter denna triviala identitetsavbildning är asymmertisk. Samlingen av symmetriavbildningarna bildar bildar en grupp: symmetrigruppen.
Inom matematiken behandlar man ofta objekt som består av en grundmängd {\displaystyle G} med en tillhörande struktur {\displaystyle S} och i regel leder detta till en kanonisk konstruktion som ur strukturen {\displaystyle S} på {\displaystyle G} och en bijektion {\displaystyle f:G\to H} påför en struktur {\displaystyle S_{f}} på {\displaystyle H}. Speciellt är detta möjligt för bijektionen {\displaystyle G\to G}.
I symmetriexemplet är i överförd mening {\displaystyle G} planet och {\displaystyle } triangeln. För en kongruensavbildning {\displaystyle f:G\to G} är {\displaystyle S_{f}} bilden av triangeln. Symmetriavbildningar uttrycker sig genom att {\displaystyle S=S_{f}}. I abstrakta sammanhang benämner man bijektioner {\displaystyle f:G\to G}, som uppfyller {\displaystyle S=S_{f}} automorfier av {\displaystyle (G,S)}. Denna definition täcker de flesta fall - om de är grafer, topologiska rum, eller algebraiska strukturer som vektorrum.
Om den påförda strukturen är mera komplicerad kan den förefallande harmlösa betingelsen {\displaystyle S=S_{f}} ställa till problem: Definierar man differentierbara mångfalder som grundmängder med topologi och en atlas {\displaystyle A} får man i fallet en homeomorfism {\displaystyle f} en kompatibel, men ej identisk, atlas {\displaystyle A_{f}}. Hade man däremot krävt en maximal atlas i definitionen skulle {\displaystyle A=A_{f}} för en sådan {\displaystyle f}.
Kategoriteorin löser detta och andra problem genom att förutsätta en redan färdig definition för avbildningar med kompatibel struktur (morfier - det behöver inte handla om faktiska avbildningar). Därvid ersätts kravet på bijektivitet (som i abstrakta sammanhang mest är i vägen) med en invers morfi.

## Definition
Den exakta definitionen av en automorfi beror av vilken typ av "matematiskt objekt" det rör sig om och vad som är en isomorfi av objektet. Den mest allmänna ram inom vilken dessa begrepp har en mening är en abstrakt gren av matematiken kallad kategoriteori. Kategoriteori behandlar abstrakta objekt och morfierna mellan dessa objekt.
Inom kategoriteori är en automorfi en endomorfi (dvs. en morfi från objektet till sig själv), som också är en isomorfi (i ordets kategoriteoretiska betydelse).
Det är sålunda en mycket abstrakt definition eftersom, inom kategoriteori, morfierna inte nödvändigtvis är funktioner och objekten inte nödvändigtvis är mängder. I de flesta konkreta fall kommer dock objekten att vara mängder försedda med en bestämd struktur och morfierna att vara funktioner som bevarar denna struktur.
Inom abstrakt algebra, är det matematiska objektet en algebraisk struktur, exempelvis en grupp, en ring eller ett vektorrum. En isomorfi är då en bijektiv homomorfi. (Återigen är definitionen av en homomorfi naturligtvis avhängig av vilken struktur det rör sig om - se t.ex. grupphomomorfi, ringhomomorfi och linjär avbildning.)

## Automorfigruppen
Automorfierna av ett objekt G i en kategori C bildar, som nämndes i introduktionen, en grupp under sammansättning av morfier. Denna grupp kallas automorfigruppen och betecknas AutC(G) eller, om kategorin framgår av sammanhanget, endast Aut(G) och definieras som:

{\displaystyle \mathrm {Aut} (G)=\{\varphi :G\rightarrow G|\forall _{g,h\in G}:\varphi (gh)=\varphi (g)\varphi (h)\}}.
Det är lätt att se att det är en grupp:
- Slutenhet: Sammansättning av två endomorfier är återigen en endomorfi.
- Associativitet: Sammansättning av avbildningar är alltid associativ.
- Neutralt element: Det neutrala elementet är identitetsmorfin från objektet till sig själv, vilket ju per definition existerar.
- Inverst element: Per definition har varje isomorfi en invers, som också är en morfi, och, då inversen ju också är en endomorfi av samma objekt, är det en automorfi.

## Exempel

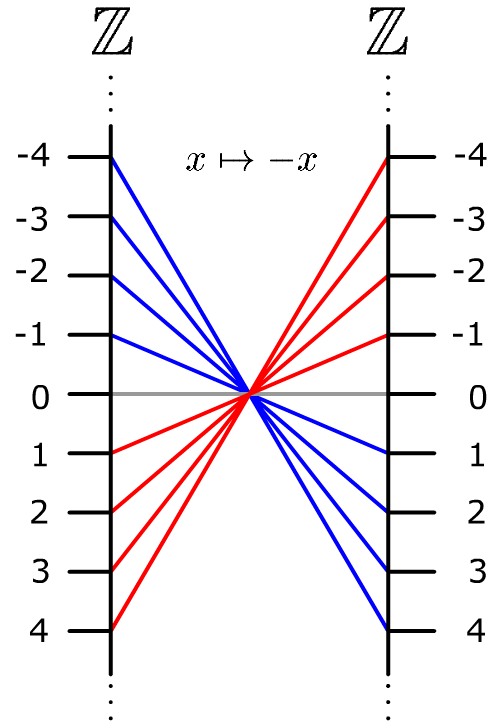
Ett exempel på en automorfi: Betraktas heltalen som grupp med addition som operator, kommer negation att bevara gruppstrukturen. Om man följer linjerna i figuren kommer man till samma punkt såväl före som efter additionen: (−a) + (−b) = −(a + b).

- inom mängdläran är en automorfi av en mängd X en godtycklig permutation av elementen i X. Automorfigruppen till X kallas den symmetriska gruppen till X.

- Betraktar man mängden av heltal, ℤ, som en grupp under addition så har denna en entydig icke-trivial automorfi: negation (se figuren till höger). Betraktad som ring har den endast den triviala automorfin. I allmänhet är negation en automorfi för varje abelsk grupp, men inte av en ring eller kropp.

- En gruppautomorfi är en gruppisomorfi från en grupp till sig själv. Intuitivt är en sådan en permutation av gruppens element så att gruppstrukturen bevaras. För varje grupp G finns en naturlig grupphomomorfi G → Aut(G), vars avbild är gruppen Inn(G) av inre automorfier (se avsnittet "Inre och yttre automorfier") och vars nollrum är gruppens centrum. D.v.s. att om G har ett trivialt nollrum kan den inneslutas i sin egen automorfigrupp.[1]

- Inom linjär algebra är en endomorfi av ett linjärt rum V en linjär avbildning V → V. En automorfi är en inverterbar linjär operator på V. Om vektorrummet har ändlig dimension är automorfigruppen av V detsamma som den allmänna linjära gruppen GL(V).

- Inom grafteori är en automorfi av en graf en permutation av hörnen som bevarar kanter och icke-kanter: Om två hörn är förbundna med en kant så gäller detta också deras avbilder under permutationen.

- En automorfi av en differentierbar mångfald M är en diffeomorfi från M till sig själv. Gruppen av dessa automorfier betecknas ibland Diff(M).

- Inom riemannsk geometri är en automorfi en självisometri. Automorfigruppen kallas också isometrigruppen.

- I kategorin av Riemannytor är en automorfi en bijektiv biholomorf avbildning (också kallad en konform avbildning) från ytan till sig själv. Till exempel är automorfierna på Riemannsfären Möbiusavbildningarna.

## Inre och yttre automorfier
Inom några kategorier - speciellt dem som består av grupper, ringar eller Liealgebraer - är det möjligt att dela upp automorfierna i två typer kallade "inre" och "yttre" automorfier.
I fallet med grupper är de inre automorfierna konjugat av gruppens egna element. För varje element a i en grupp G innebär konjugering med a operationen  φa : G → G som ges av φa(g) = aga−1 (eller a−1ga; uttryckssätten varierar). Det är lätt att visa att konjugering med a är en gruppautomorfi. I detta fall bildar de inre automorfierna en normal delgrupp till Aut(G) som betecknas Inn(G); detta resultat är känt som Goursats lemma
Övriga automorfier kallas yttre automorfier. Kvotgruppen  Aut(G) / Inn(G) betecknas vanligen Out(G); de icke-triviala elementen är de sidoklasser som innehåller de yttre automorfierna.
Samma definition gäller i varje unitär ring eller algebra där  a är något inverterbart element. För en Liealgebra är definitionen något annorlunda.